# Plchov
Plchov (en allemand : Pelchow) est une commune du district de Kladno, dans la région de Bohême-Centrale, en République tchèque. Sa population s'élevait à 197 habitants en 2020.

## Géographie
Plchov se trouve à 8 km à l'ouest-nord-ouest de Slaný, à 16 km au nord-est de Kladno et à 38 km à l'ouest-nord-ouest de Prague.
La commune est limitée par Třebíz au nord, par Kvílice à l'est, par Libovice et Jedomělice au sud, et par Pozdeň à l'ouest.

## Histoire
La première mention écrite de la localité date de 1227.